# المكسيك وأسلحة الدمار الشامل
تُعد المكسيك واحدة من الدول القليلة التي لديها قدرات تقنية لتصنيع الأسلحة النووية. مع ذلك، تخلت المكسيك عنها وتعهدت بألا تستخدم تكنولوجيتها النووية إلا في الأغراض السلمية عقب معاهدة تلاتيلولكو في عام 1968. نجح معهد المكسيك الوطني للأبحاث النووية في سبعينات القرن العشرين في إنتاج يورانيوم عالي التخصيب، المستخدم في محطات الطاقة النووية وفي صناعة الأسلحة النووية. غير أن المكسيك وافقت في عام 2012 على تخفيض اليورانيوم عالي التخصيب المستخدم في محطات الطاقة النووية لديها إلى يورانيوم منخفض التخصيب، وقد أُنجزت هذه العملية بمساعدة الوكالة الدولية للطاقة الذرية. من غير المعروف ما إذا كانت المكسيك قد صنعت أو امتلكت أسلحة نووية أو أي نوع آخر من أسلحة الدمار الشامل.

## الطاقة النووية في المكسيك عبر التاريخ
تستخدم المكسيك تقنيات مثل الأشعة السينية منذ أواخر القرن التاسع عشر، وتوجد أدلة على استخدام مختلف الإشعاعات والنظائر المشعة في الأنشطة الطبية منذ عشرينات القرن العشرين، وهي ممارسات تعززت خلال العقود التالية بجانب استخدام التصوير الومضي الصناعي. نظرًا لأهميتها البالغة، فقد بدأت دراسة العلوم النووية، على نحو رسمي، في أواخر أربعينات القرن العشرين، عبر بحث مجالين جديرين بالاهتمام هما: التطبيقات الطاقوية وغير الطاقوية، ودراسة العلوم النووية.
بدأت اللجنة الوطنية للطاقة النووية في المكسيك (سي إن إي إن) تسعة برامج هي: الفيزياء النووية، والتعليم والتدريب، والكليات والمدارس، والمفاعلات، والنويدة المشعة، والتطبيقات الصناعية للطاقة النووية، وعلم الزراعة، وعلم الوراثة، وعلم الوقاية من الإشعاع.
خلال ستينيات القرن العشرين، كان بناء مركز سالازار النووي في ولاية المكسيك هو أهم مشروع علمي في البلاد، والذي بدأ في العمل في عام 1964. بعد سنتين، امتلك المركز بالفعل مسرع جسيمات تانديم فان دي غراف، وفي سنة 1968 مفاعل تريغا مارك 3. في عام 1972، غيرت اللجنة الوطنية للطاقة النووية اسمها إلى المعهد الوطني للبحوث النووية (آي إن آي إن). مع ذلك، وبغض النظر عن الاسم الجديد، فإن هدف اللجنة لا يزال كما هو حتى اليوم.

## الموقف الرسمي تجاه الأسلحة النووية
في عام 1961، جادلت الحكومة المكسيكية بأن استخدام الأسلحة النووية لا يمكن تبريره بموجب الحق في الدفاع عن النفس الوارد في ميثاق الأمم المتحدة. وقعت المكسيك لاحقًا، بعد ستة سنوات، معاهدة تلاتيلولكو التي وافقت فيها المكسيك والعديد من بلدان أمريكا اللاتينية الأخرى على عدم تصنيع أسلحة نووية واقتصار تكنولوجيتها النووية على الأغراض السلمية فقط.
في عام 2000، كانت المكسيك واحدة من سبع دول أصدرت إعلانًا بعنوان «نحو عالم خال من الأسلحة النووية: الحاجة إلى خطة جديدة» والذي يدعو إلى اتخاذ مزيد من الإجراءات لتنفيذ أحكام معاهدة الحد من انتشار الأسلحة النووية.
في أبريل 2010، أفادت التقارير بأن الحكومة المكسيكية توصلت إلى اتفاق لتسليم اليورانيوم عالي التخصيب، الخاص بها، إلى الولايات المتحدة الأمريكية. تساعد الولايات المتحدة لاحقًا في تحويل اليورانيوم عالي التخصيب، المخزن في مرافق البحوث المكسيكية، إلى صورة أقل تخصيبًا غير مناسب للأسلحة، وبالتالي التخلص من جميع اليورانيوم عالي التخصيب في المكسيك. في وقت لاحق من مارس 2012، ذكرت راتشيل مادو أن جميع اليورانيوم عالي التخصيب قد أُزيل من المكسيك.
في أكتوبر 2010، وقعت المكسيك عقدًا مع شركة روساتوم الروسية الموردة لليورانيوم، من أجل توريد اليورانيوم منخفض التخصيب (3%، وهو مستوى تخصيب غير مناسب للأسلحة) لمحطة لاغونا فيردي النووية المكسيكية.
في عام 2012، انضمت المكسيك إلى مجموعة الموردين النوويين (إن إس جي) بوصفها دولة مراقبة، وهو ما ادعت الولايات المتحدة أنه إنجاز في منع الانتشار النووي.